# Damen Galați

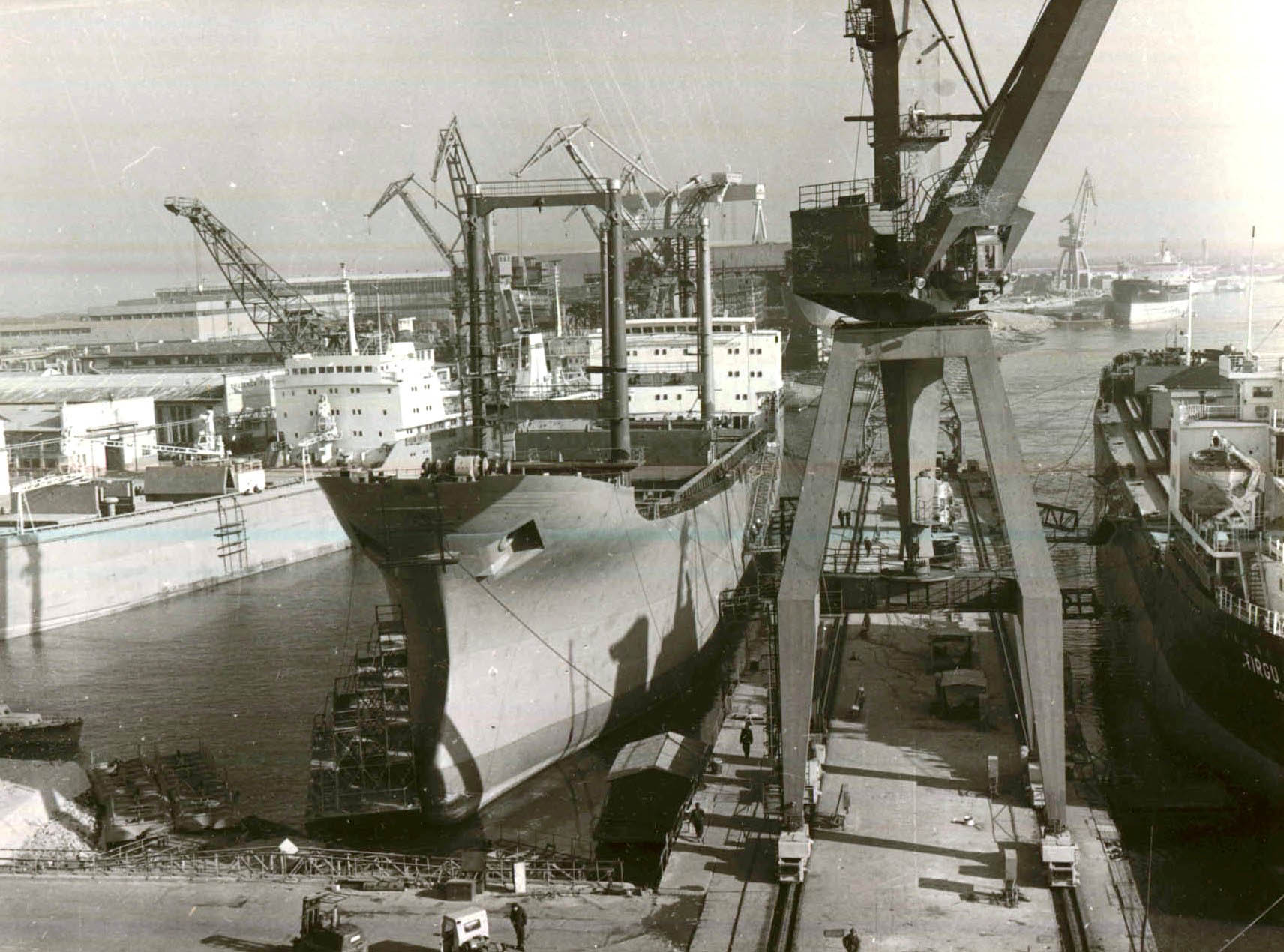
Șantierul Naval Galați în 1978

Damen Galați (fost Șantierul Naval Galați) este un șantier naval din România, înființat în anul 1897.

## Scurt istoric
Prima atestare documentară este din anul 1565 când, potrivit unui firman otoman, adresat domnitorului Alexandru Lăpușneanu rezultă că la Galați exista un mic atelier pentru reparații navale, lucru pe care îl atestă și Dimitrie Cantemir, în 1711 în Descriptio Moldavie. Mai apoi, Ruggero Giosepe Boscovich nota în 1784 că a văzut la Galați «un vas foarte mare de tipul acelora pe care turcii le numesc caravele, vas care era în șantier, gata să fie lansat».
În 1867 la Galați se mută sediul flotilei militare de Dunăre, iar doisprezece ani mai târziu, se înființează, tot aici, Arsenalul Marinei Militare. 
În 1893, G. Fernic, în asociație cu T. Guiller și J. Poujoliet înființează la Galați, pe strada Ceres nr. 33, „Uzinele de construcții mecanice și turnătorie de fier și bronz” care, ulterior, se transformă în „Șantierul naval G. Fernic et Comp.” 
Pe 25 martie 1999, Holland DAMEN SHIPYARDS Group, a devenit acționar majoritar în S.C. Șantierul Naval Galați S.A.
În prezent (mai 2009) la Damen Galați lucrează aproximativ 5.000 de oameni, însă 2.000 dintre aceștia sunt angajați ai unor firme subcontractoare.
Șantierul naval Damen Galați este specializat în construcția de șlepuri fluviale, remorchere fluviale și maritime, motonave, cargouri maritime, mineraliere, vrachiere, nave colectoare frigorifice pentru pescuit, barje, drăgi, platforme marine etc.
Număr de angajați:
- 2009: 2.800[2]
- 2008: 3.000[3]
- 2011: 1.516
- 2016: 2.253
- 2017: 2.271
- 2018: 2.482
- 2019: 2.492

Cifra de afaceri:
- 2019: 480,3 milioane lei

- 2018: 481,3 milioane lei

- 2017: 531,7 milioane lei (115,6 milioane euro)

- 2016: 548,3 milioane lei (120,5 milioane euro)

- 2006: 282,6 milioane lei (80,1 milioane euro)[4]
- 2005: 221,8 milioane lei[4]

#### Profit:
- 2018: 26,9 milioane lei
- 2019: 40,4 milioane lei